# Mauro de Barros Correia
Mauro de Barros Correia (Rio de Janeiro, 12 de maio de 1969), mais conhecido como Mauro, é um ex-futebolista brasileiro que atuava como zagueiro.
Após destacar-se pelo São Cristóvão no Campeonato Carioca de 1992, foi contratado pelo Flamengo, ajudando o rubro-negro carioca a sagrar-se campeão brasileiro daquele ano, inclusive atuando no 2o jogo da Final, contra o Botafogo.

## Títulos
Flamengo
- Campeonato Brasileiro de Futebol: 1992